# HD 2957
HD2957 є хімічно пекулярною зорею
спектрального класу
B9 й має видиму зоряну величину в
смузі V приблизно  8.5.
.

## Пекулярний хімічний вміст
Зоряна атмосфера HD2957 має підвищений вміст Cr.